# NGC 2819
NGC 2819 é uma galáxia elíptica (E) localizada na direcção da constelação de Cancer. Possui uma declinação de +16° 11' 53" e uma ascensão recta de 9 horas, 18 minutos e 09,4 segundos.
A galáxia NGC 2819 foi descoberta em 21 de Dezembro de 1863 por Albert Marth.